# Concordia (Honduras)
Concordia (uit het Spaans: "eendracht") is een gemeente (gemeentecode 1504) in het departement Olancho in Honduras.
Het dorp ligt op 3 kilometer van de rivier Guayape.

## Bevolking
De bevolking is als volgt verdeeld:
| Vrouwen | 4108 | 48,8% |
| Mannen  | 4310 | 51,2% |

## Dorpen
De gemeente bestaat uit elf dorpen (aldea), waarvan het grootste qua inwoneraantal: Concordia (code 150401).